# Ibrahim Maza
Ibrahim Maza (tiếng Ả Rập: إبراهيم مازا; sinh ngày 24 tháng 11 năm 2005) là một cầu thủ bóng đá chuyên nghiệp thi đấu ở vị trí tiền đạo cho câu lạc bộ Bundesliga Bayer Leverkusen. Sinh ra ở Đức, anh thi đấu cho đội tuyển quốc gia Algérie.

## Sự nghiệp câu lạc bộ

### Hertha BSC
Trước khi chuyển đến lò đào tạo trẻ của Hertha BSC vào năm 2018, Maza là cầu thủ trẻ của đội Reinickendorfer Füchse. Anh bắt đầu sự nghiệp của mình vào năm 2022 khi chơi cho đội dự bị của Hertha.
Ngày 27 tháng 4 năm 2023, Maza ký hợp đồng chuyên nghiệp đầu tiên với Hertha, hợp đồng có thời hạn đến năm 2026. Anh ra mắt đội một Hertha BSC vào ngày 30 tháng 4 năm 2023 khi thay người trong trận thua 2–0 trước Bayern Munich tại Bundesliga.

## Sự nghiệp quốc tế
Sinh ra ở Đức, Maza có gốc gác Algérie và Việt Nam. Anh từng khoác áo cho các đội tuyển U-18, U-19 và U-20 Đức.
Vào tháng 10 năm 2024, Maza lần đầu tiên được gọi lên đội tuyển bóng đá quốc gia Algérie cho hai trận vòng loại Cúp bóng đá châu Phi 2025 gặp Togo. Anh ra mắt đội tuyển vào phút thứ 89 của trận đấu.